# 福田半香

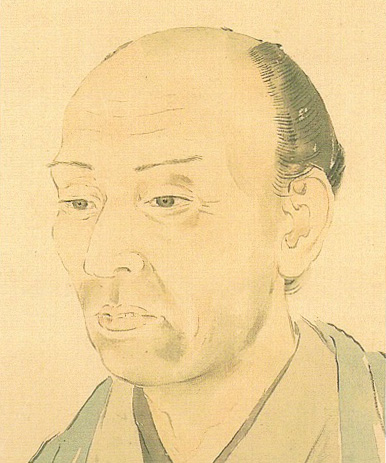
福田半香肖像 椿椿山筆 善雄寺蔵

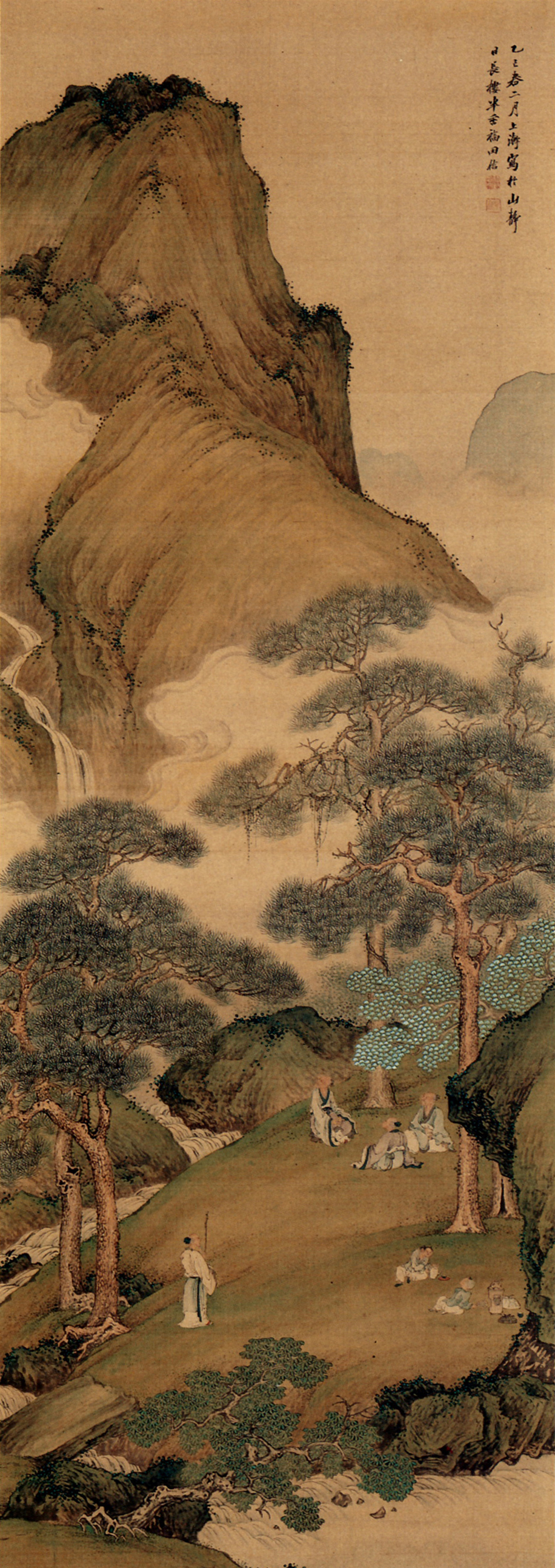
青緑山水図 絹本着色 静嘉堂文庫美術館

福田 半香（ふくだ はんこう、文化元年7月2日（1804年8月7日） - 元治元年8月23日（1864年9月23日））は、江戸時代後期の日本の南画家である。名前は佶（きつ）、字は吉人、通称は恭三郎。初号は盤湖、半香は後に付けた号で、別号に暁夢。渡辺崋山の高弟で、崋山十哲の一人。

## 略伝
文化元年（1804年）、遠江国見附宿（現在の静岡県磐田市）の脇本陣隣の旅籠を営み、町役人も務めていた家に生まれる。母方の大久保家は生家の近くの淡海國玉神社で神主をしていた。父・市郎右衛門は国学を学び、本居宣長に入門している。幼少の頃から絵を好み、文化10年（1813年）頃から掛川藩の御用絵師・村松以弘に絵を習う。同門に平井顕斎がいる。この頃は、出身の磐田と近くにある「今の浦」という小さな湖に因んでか、「磐湖」の号を用いている。
文政7年（1824年）21歳で江戸に出て、尾張出身の匂田台嶺（まがた たいれい）に1年ほど学ぶ。その後一度郷里の見附に戻り、3年間家で私塾を手伝いながら、写生と花鳥画を独学し、毎日鳥を100羽描いたという。天保元年（1830年）頃から「半香」の号を用いるようになる。
やがて遊歴の旅に出て、天保4年（1833年）4月、30歳の時、田原に帰郷中だった渡辺崋山を訪ね（崋山筆『客参録』）、山本梅逸らの諸先人の絵について語り合う。翌年再び江戸へ出て、以後は崋山に教えを受けながら主に江戸で活躍する。その一方、関東地方を中心に旅巡業を行い、糊口をしのいでいたようだ。梁川星巌筆の斡旋状が残っており、星巌のような著名な文人の仲介を頼りに、地方の旧家を回って画作の依頼を受けていたようだ。
崋山が田原に永蟄居になると、天保11年（1840年）10月に田原まで崋山を訪ねて喜ばせている。半香は生活費の工面もしていたらしく、蟄居状態で公に絵を売れず困窮している崋山の生活を助けようと書画会を企画する。ところが、これが田原藩で問題視され、崋山を切腹に追い込む原因となってしまう。この事件は半香にもショックを与えたらしく、同時期の作品にも精彩を欠くが、やがて立ち直り緻密で繊細な作品を残す。
元治元年（1864年）、61歳で病没。戒名は松蔭舎暁夢居士。崋山を死に追いやった事を生涯悔やみ、地下で崋山に謝罪するため、渡辺家の菩提寺である小石川富坂善雄寺に葬らせた。善雄寺には、大沼枕山撰文の墓碑銘があり、磐田市大見寺にも石川鴻斎による、鴻斎没後の大正13年（1924年）に建てられた顕彰碑がある。
明清画に学び、穏やかな描写に半香の持ち味がある。若いころは緻密な着色が多く、晩年になると水墨画の作品が目につくようになっていく。崋山の弟子ではあるが、師と異なり絵師として分を弁え、西洋画に関心を持たなかった。兄弟子の椿椿山が花鳥画を得意とし、椿山には及ばないと感じた半香は山水画に心を注いだが、花鳥画にも佳作を残している。

## 代表作
- 浅絳山水図 （常葉美術館） 4幅 紙本墨画淡彩 天保8年（1837年） 静岡県指定文化財
- 秋景山水図 （浜松市美術館） 1幅 絹本墨画淡彩 天保11年（1840年）
- 冬景山水図 （磐田市教育委員会）八曲一隻 紙本墨画 天保14年（1843年）
- 夏景山水図 （静岡県立美術館） 二曲一双 絹本墨画 嘉永2年（1849年）
- 山水図屏風 （栃木県立美術館） 六曲一双 絹本著色 嘉永3年（1850年）

## 参考資料
- 中道朔爾著 後藤悦良編 『遠州画人伝』 浜松史蹟調査顕彰会、1986年3月
- 『磐田市資料叢書 第3集　近世・近代 磐田の画人』 磐田市教育委員会発行・編集、1999年
- 横尾拓眞 「福田半香筆 桃源仙境図屏風」『國華』第1410号、國華社、2013年4月、pp.28-33

展覧会図録
- 『崋山の弟子 半香・顕斎・茜山』 常葉美術館、1980年10月
- 『福田半香展 日常から離れ、静かな空間へ』 田原市博物館、2006年9月15日 - 10月22日